# 巴罗尼亚新镇
巴罗尼亚新镇是葡萄牙贝雅区的一个堂区。总面积124.54平方公里，总人口1328人，人口密度10.7人/平方公里。